# Beaumont-cum-Moze
 (avril 2023).
Pour les articles homonymes, voir Beaumont.
Beaumont-cum-Moze est une paroisse civile de l'Essex, en Angleterre. Elle comprend les hameaux de Beaumont et de Moze Cross.